# گابریل آریاس (بازیکن بیسبال)
گابریل آریاس (انگلیسی: Gabriel Arias؛ زادهٔ ۶ دسامبر ۱۹۸۹) بازیکن بیس‌بال اهل جمهوری دومینیکن است.
وی در مسابقات کشوری و بین‌المللی در مجموع برندهٔ ۱ مدال برنز شده‌است.